# Nanjing Automobile Group
Nanjing Automobile Corporation (NAC) er en statsejet kinesisk bilproducent i byen Nanjing. Selskabet blev grundlagt i 1947 og er dermed Kinas ældste bilproducent. De producerer blandt andet bilmærkerne Soyat med licens fra Seat og Isuzu.
Nanjing Auto fusionerede i 2007 med det langt større kinesiske producent SAIC, og er i dag et datterselskab i SAIC-gruppen.
Nanjing Auto har tidligere har samarbejde med Fiat og har erhvervet teknologi fra Iveco til fremstilling af lastbiler og varevogne.
Nanjing Auto købte i 2005 en række aktiver fra MG Rover Group, da denne producent gik konkurs. Nanjing Auto købte MG, Austin og andre ikke-anvendte bilmærker samt produktionsteknologi og udstyr til produktion af MG ZT og MG TF-modellerne.